# Związek Peloponeski
Związek Peloponeski (Symmachia Spartańska), właśc. Symmachia Lacedemońska – związek miast-państw Peloponezu pod przewodnictwem Sparty, utworzony w II połowie VI wieku p.n.e. jako obronny sojusz wojskowy.
W skład powstałego z inspiracji Spartan Związku Peloponeskiego wchodziły wszystkie krainy Peloponezu z wyjątkiem Achai i północnej Arkadii i Argos. Pierwszymi uczestnikami tej lacedemońskiej symmachii (oi symmachoi ton Lakedaimonion) były Tegea i Korynt, jako następne przystąpiły do niej miasta Argolidy prowadzące wojnę z Argos, później dołączyły również Megara i Egina.
Członkowie sojuszu corocznie odbywali zebrania na spotkaniu przeglądowym zwanym syllogos, organizowanym w Sparcie, dokąd wysyłano swych przedstawicieli w Zgromadzeniu Związku. Zachowując niezależność państwa członkowskie powierzały Spartanom kierownictwo działaniami wojennymi wraz z wystawieniem określonego kontyngentu wojskowego bądź też zapłatą odpowiedniego odszkodowania za jego niespełnienie. Wiążące postanowienia podejmowano większością głosów, jednakże pod presją Spartan, którzy mieli prawo zabierania głosu jako pierwsi i zwykle przeforsowywali swe zdanie.
Do czasów wojen grecko-perskich Związek Peloponeski był najsilniejszy ze wszystkich związków helleńskich. W drugiej połowie V wieku p.n.e. współzawodniczył z Ateńskim Związkiem Morskim (zob. wojna peloponeska). Został rozwiązany w 366 p.n.e., po klęskach zadanych Sparcie przez Teby w bitwach pod Leuktrami i Mantineją. 